# Église Saint-Vivien de Breuillet
L’église Saint-Vivien est une église paroissiale située à Breuillet, dans le département français de la Charente-Maritime et le diocèse de La Rochelle et Saintes.
Légèrement excentrée par rapport au centre-ville, cette petite église édifiée au XIIe siècle est caractéristique de l'art roman saintongeais. Ses abords sont toujours occupés par un cimetière conservant essentiellement des sépultures du XIXe siècle, mais aussi plusieurs sarcophages médiévaux, exposés près du mur sud.
L'église fait l’objet d’un classement au titre des monuments historiques depuis le 9 mai 1914.

## Histoire
La deuxieme mention de cette église est faite dans une charte datée de 1186. Sérieusement endommagée pendant la guerre de Cent Ans, elle perd alors son transept et son chevet, dont il subsiste néanmoins quelques vestiges, pris dans le mur du presbytère. L'édifice fragilisé est doté au XVe siècle de puissants contreforts, qui rompent l'harmonie de la façade. L'un d'entre eux conserve, sculptées dans la pierre, les armes des Richelieu, ajoutées ultérieurement.
L'église est restaurée à plusieurs reprises, et est agrandie en 1767. Cette même année, le campanile est refait grâce à une contribution de M. d'Aiguières de Beauregard et aux dons de plusieurs notables. On y replace une cloche fondue quelques années auparavant (1761), ayant pour parrain Pierre Boscal de Réals, comte de Mornac, et pour marraine Marie de Rochecouste, épouse de François d'Aiguières de Beauregard. Classée au titre d'objet par les monuments historiques en 1946, elle est fêlée en 1978.
Le 14 juillet 1790, les paroissiens de Breuillet sont conviés à un Te Deum suivi de la prestation du serment fédératif où on jure fidélité « à la Loi, au Roi et à la Nation ».
L'église est proposée au classement aux monuments historiques en 1909, mais doit attendre 1914 pour que ce classement devienne effectif.

## Description

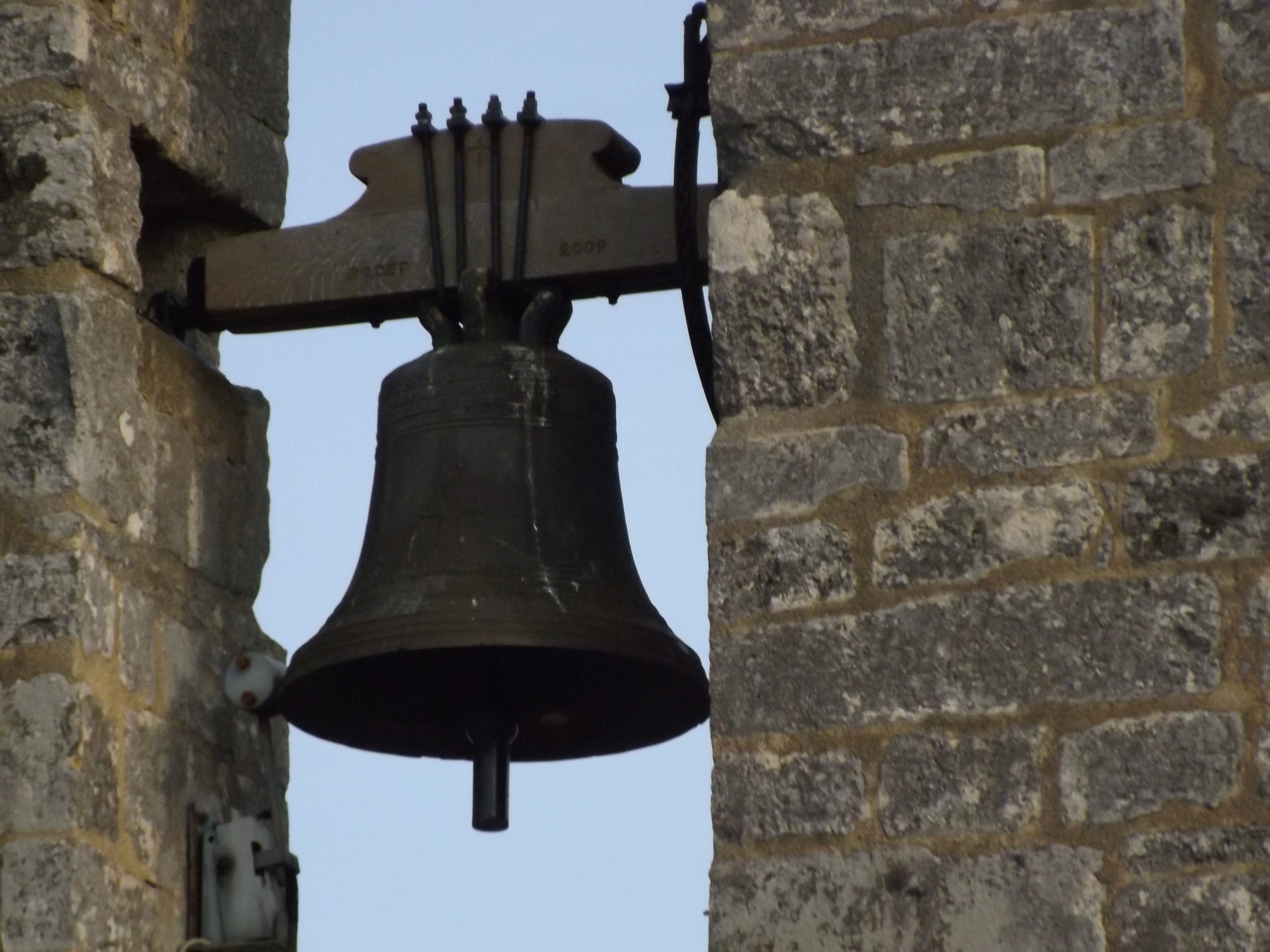
La cloche actuelle de l'église.

Comme dans beaucoup d'églises romanes de Saintonge, l'église Saint-Vivien de Breuillet présente un portail avec une arcature latérale aveugles, la seconde ayant été masquée par l'ajout du contrefort au XVe siècle.
Cette petite église était autrefois située en marge du village. Elle est aujourd'hui presque rattrapée par l'urbanisation et le développement du centre-ville. Caractéristique du style roman saintongeais, elle conserve une façade en arc de triomphe intégrant un portail en plein cintre à quatre voussures, ornées de motifs géométriques simples. La partie supérieure, divisée en deux registres horizontaux séparés par une corniche à modillons, est composée d'arcatures (une série de neuf petites arcades posées sur des colonnettes au premier niveau, surmontée d'une nouvelle série de trois arcades). L'ensemble est sommé d'un campanile, remanié au XIXe siècle (1850).
De part et d'autre de cette façade se déploient des faisceaux de colonnes, répartis différemment à chaque étage. Un oculus, qui peut avoir succédé à une baie en plein cintre, assure l'éclairage de la nef. Deux contreforts assez massifs encadrent la façade : ils furent ajoutés au XVe siècle.

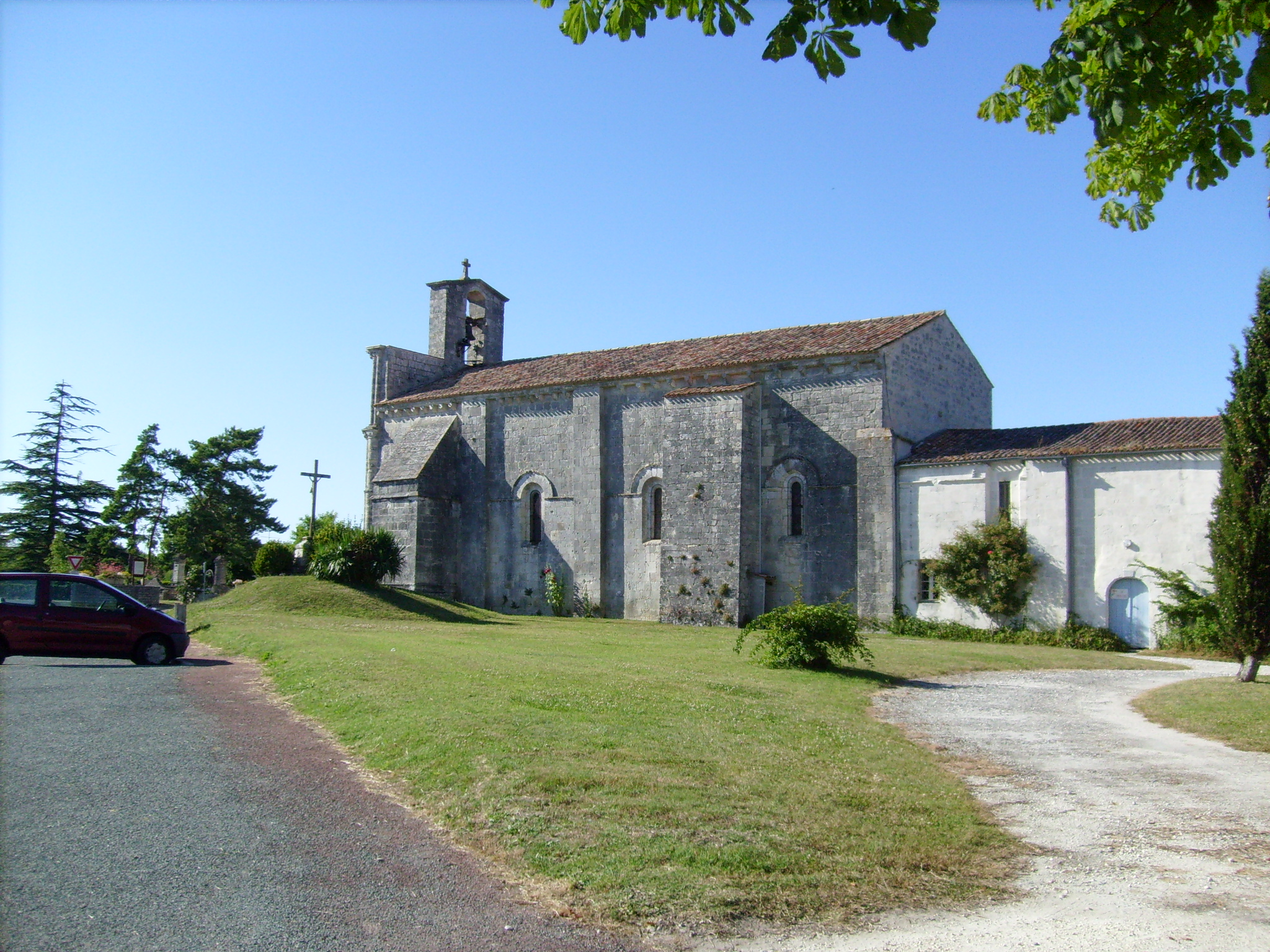
L'église Saint-Vivien, vue latérale.

La nef, divisée en quatre travées séparées par des colonnes adossées, est couverte d'une voûte en plein cintre. Les chapiteaux, assez frustes, conservent de maigres traces de sculpture (feuillages en volutes et crochets). Le chevet est plat et aveugle. L'éclairage est assuré par une série de baies ébrasées (une par travée). Des vestiges de l'ancien croisillon nord, gothique, (arc doubleau et départ d'ogives) et du chevet primitif sont encore visibles dans la maçonnerie du presbytère.

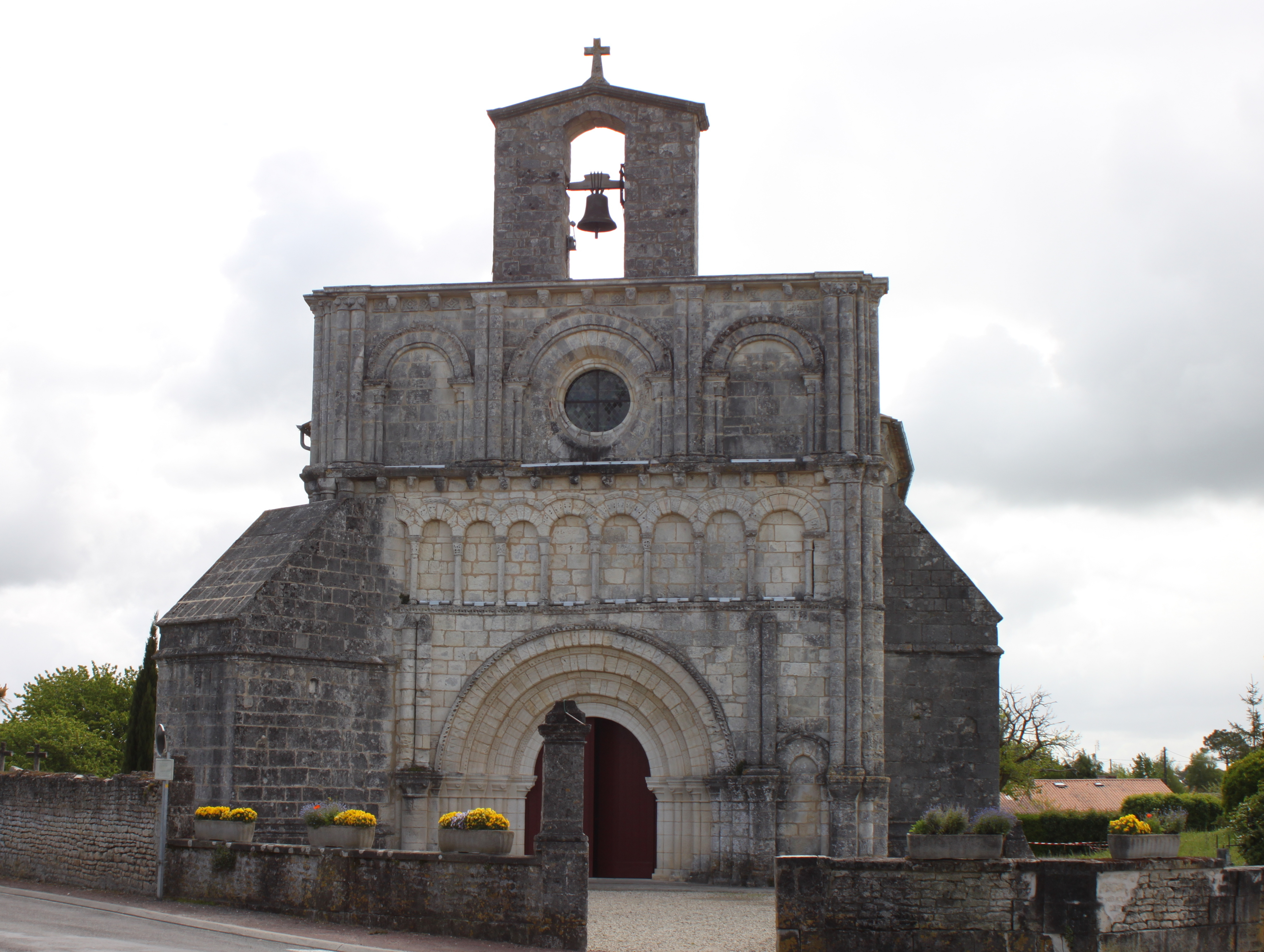
Saint-Vivien.
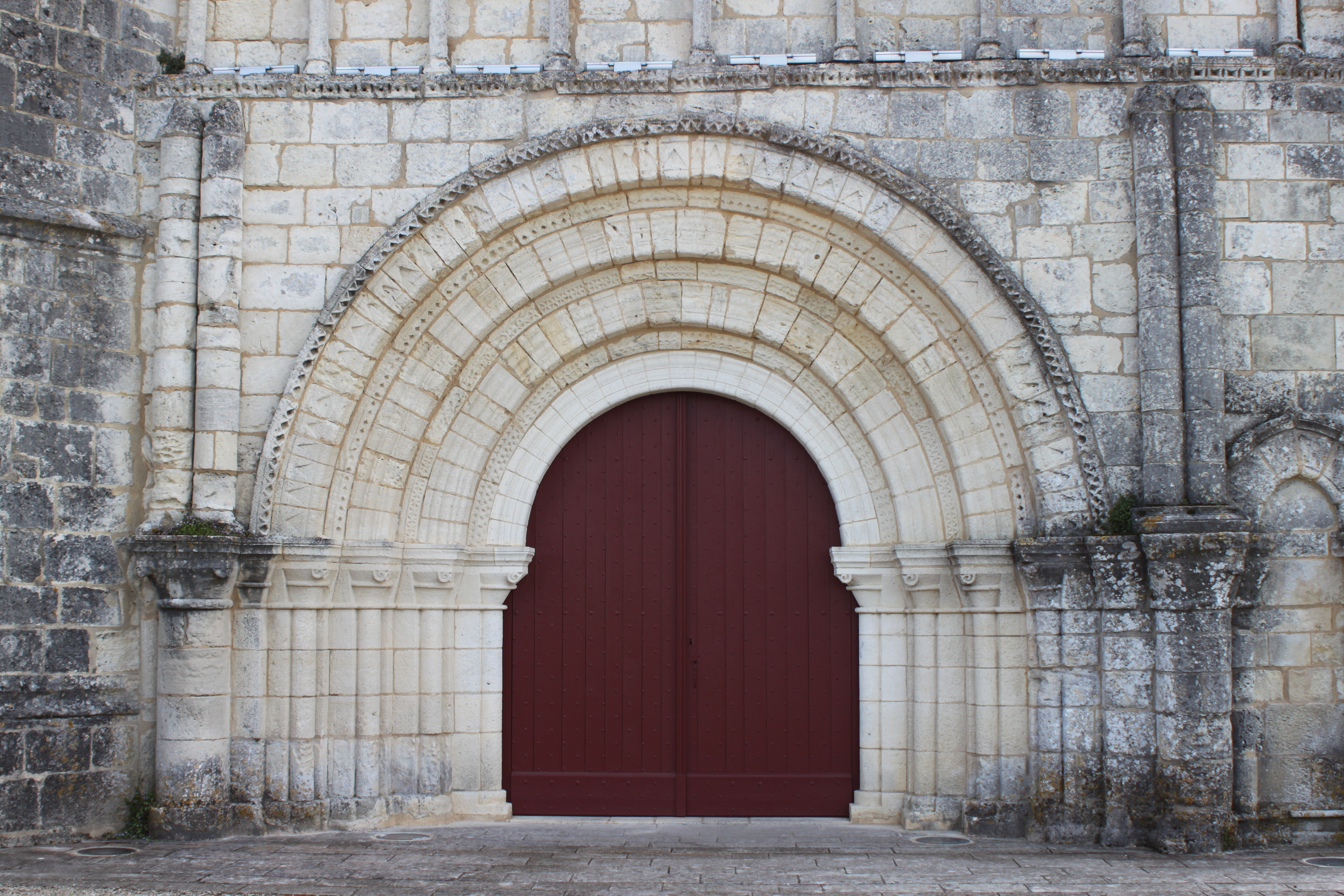
Portail.
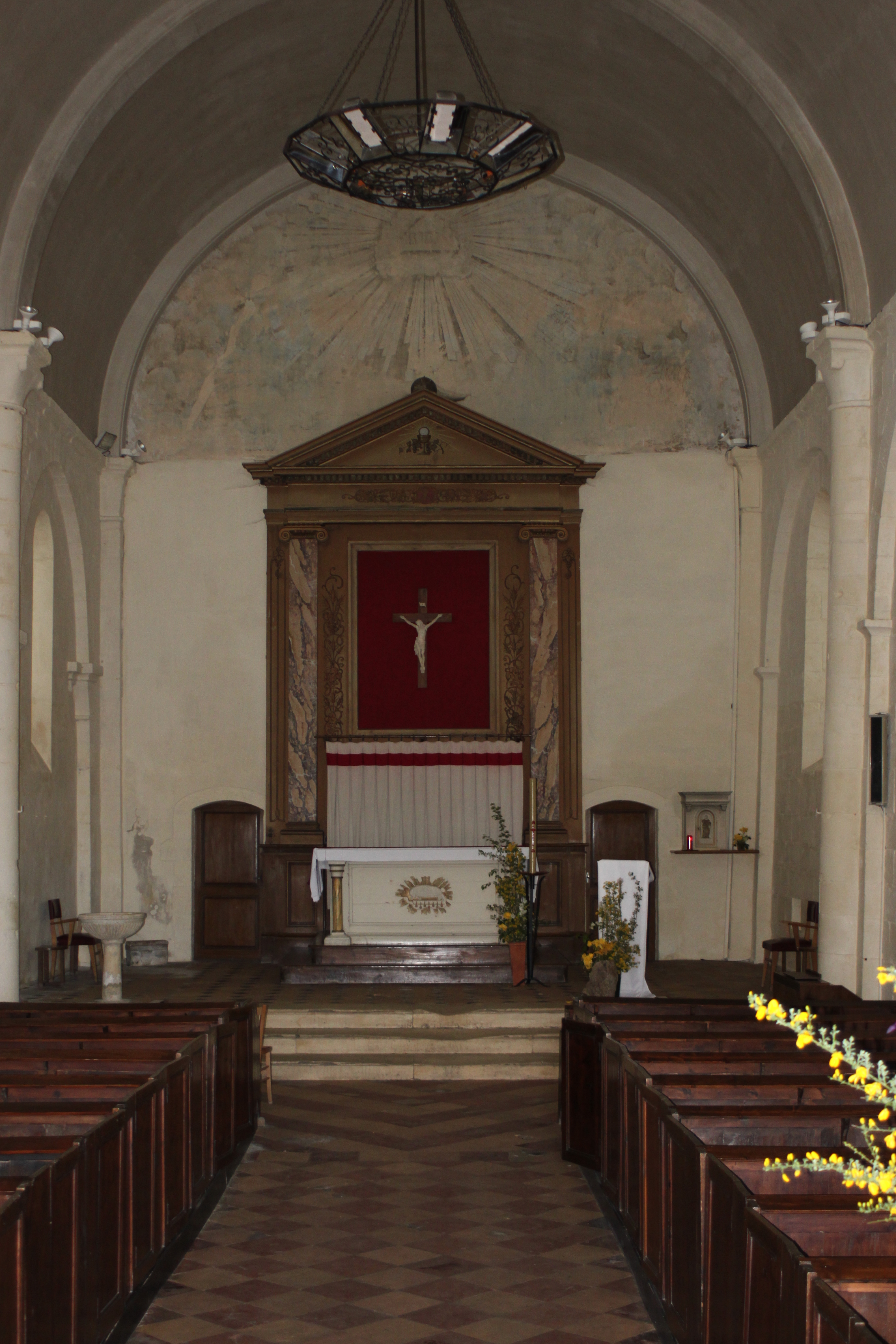
Nef.
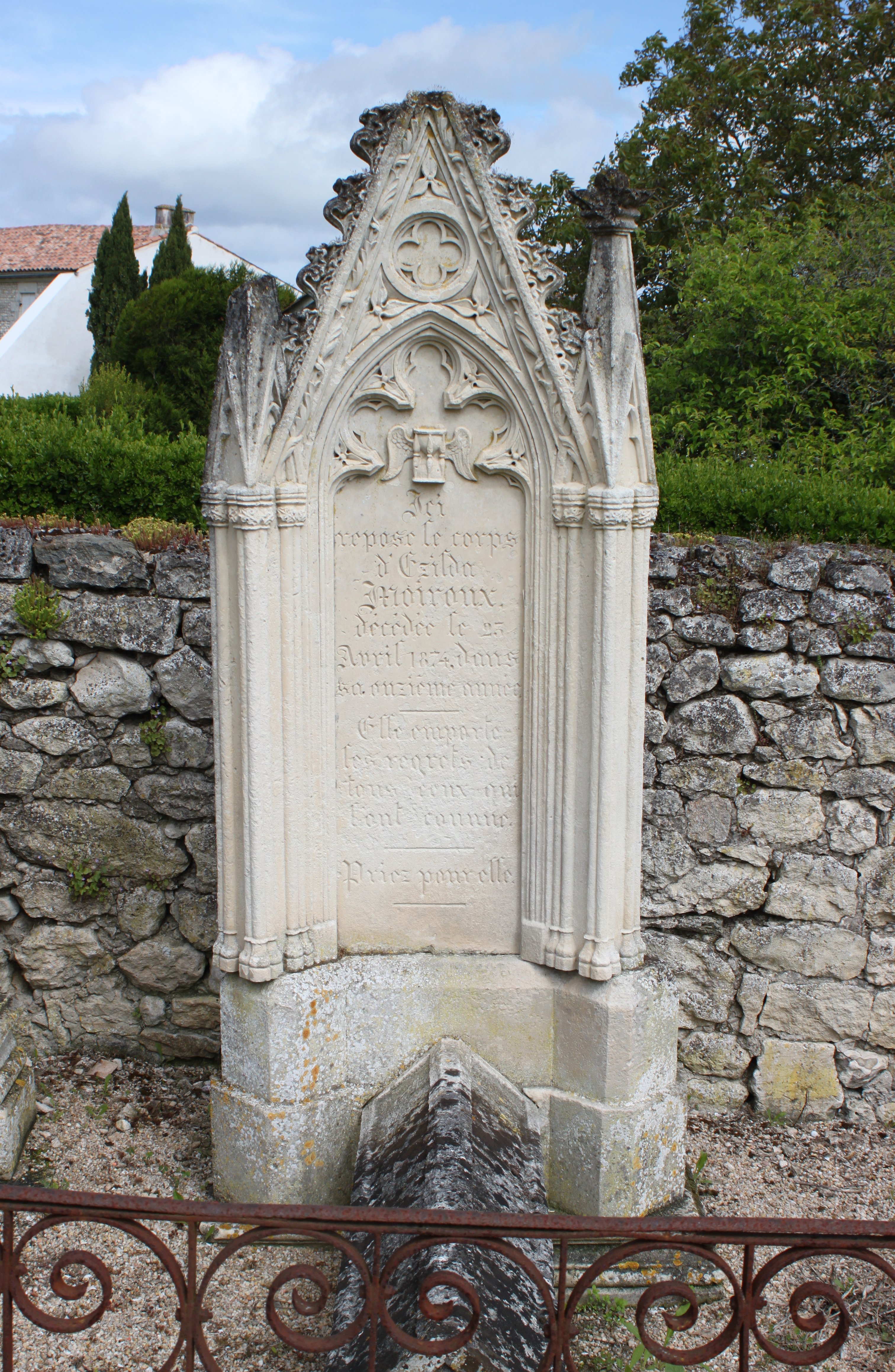
Une tombe de 1874, dans le cimetière.
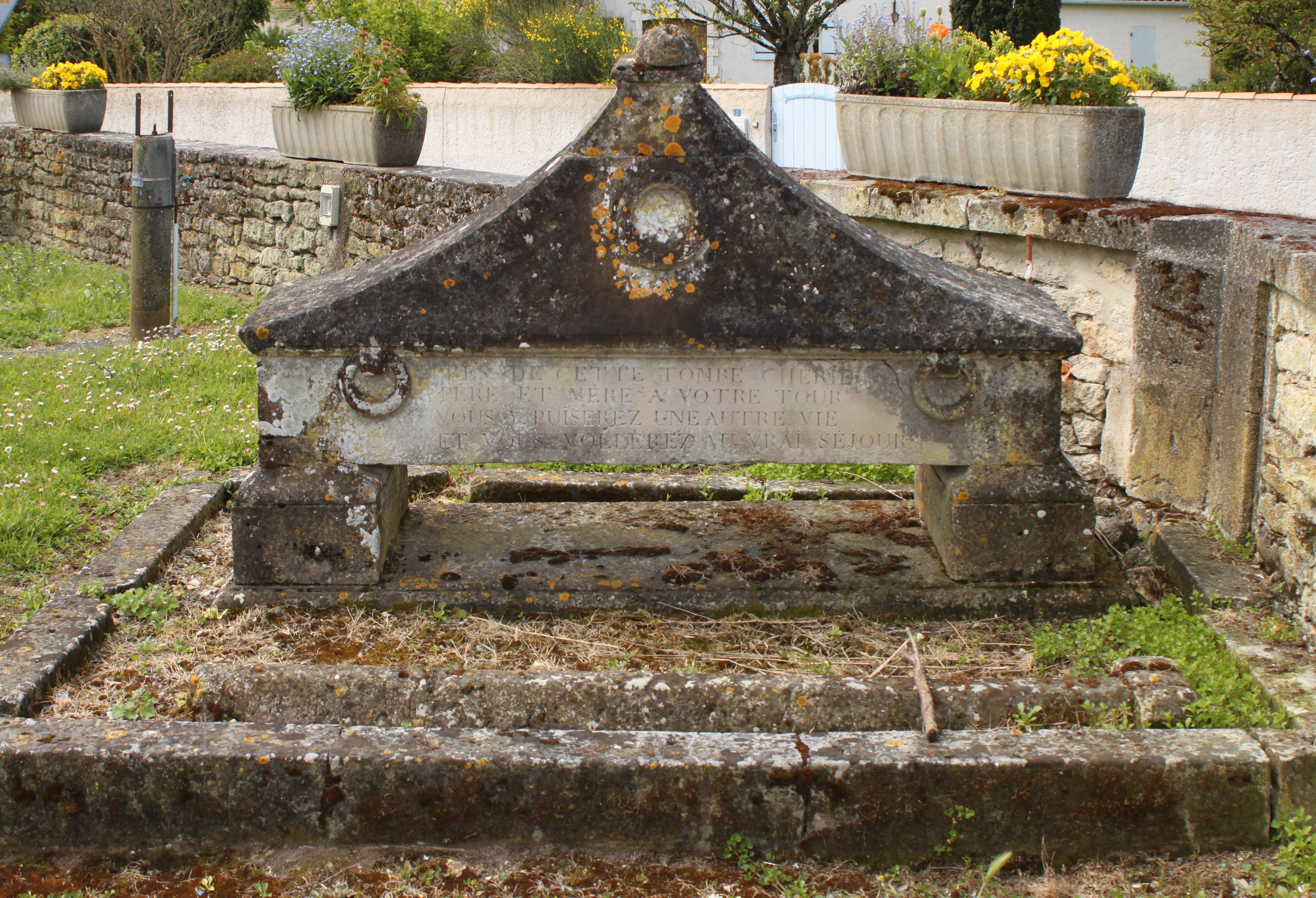
Une vieille tombe.
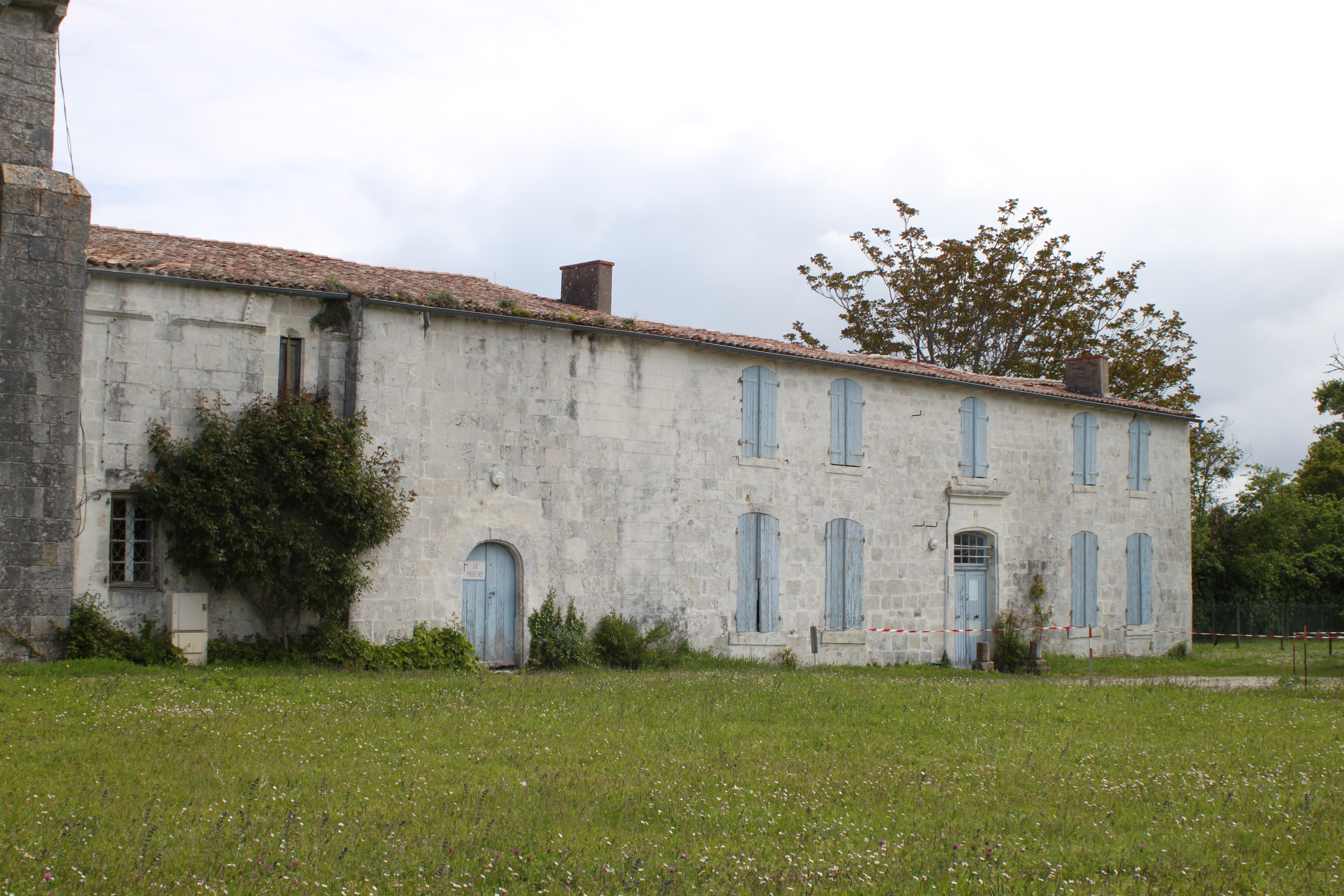
Ancien presbytère.

## Mobilier

Mobilier
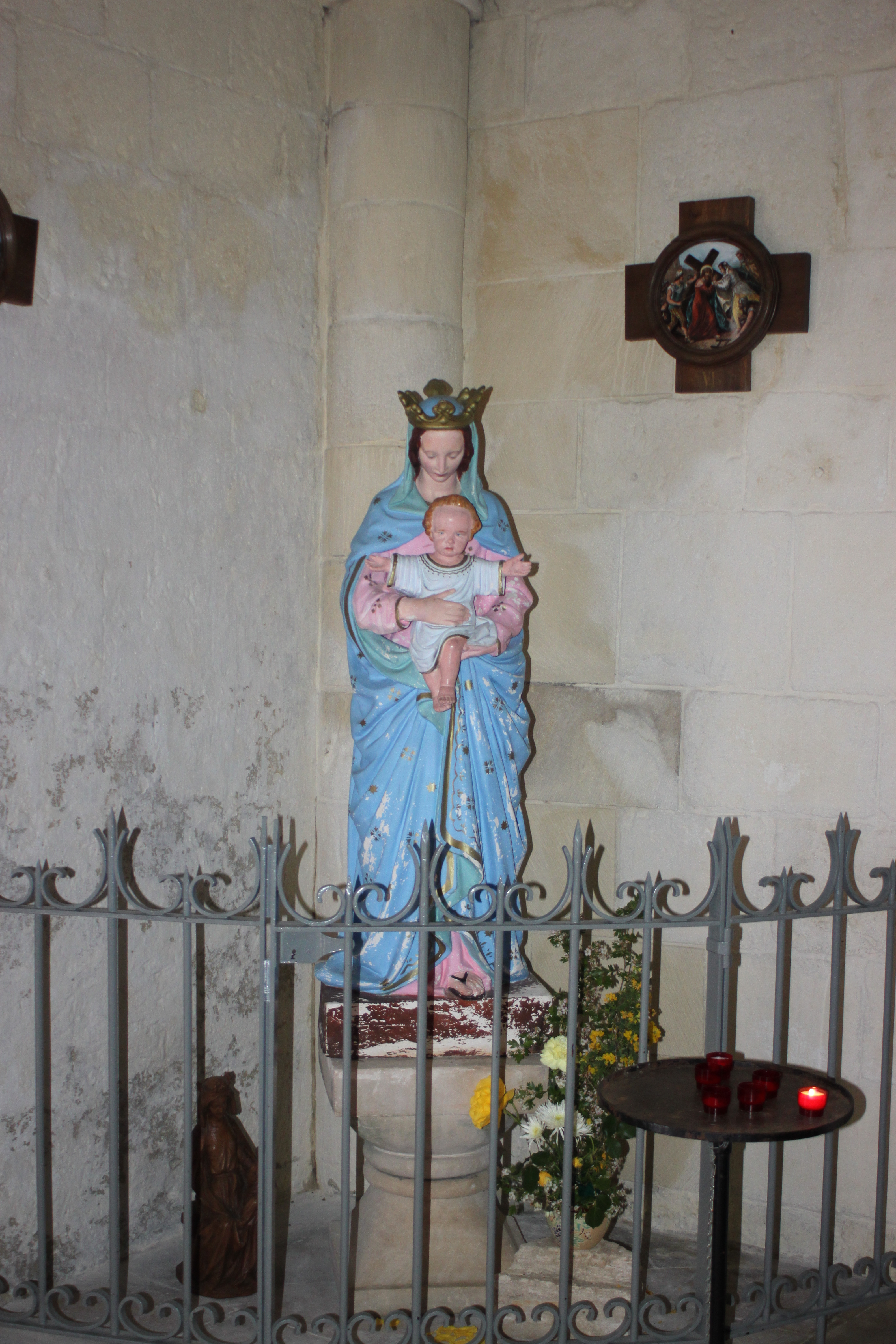
Vierge à l'Enfant.
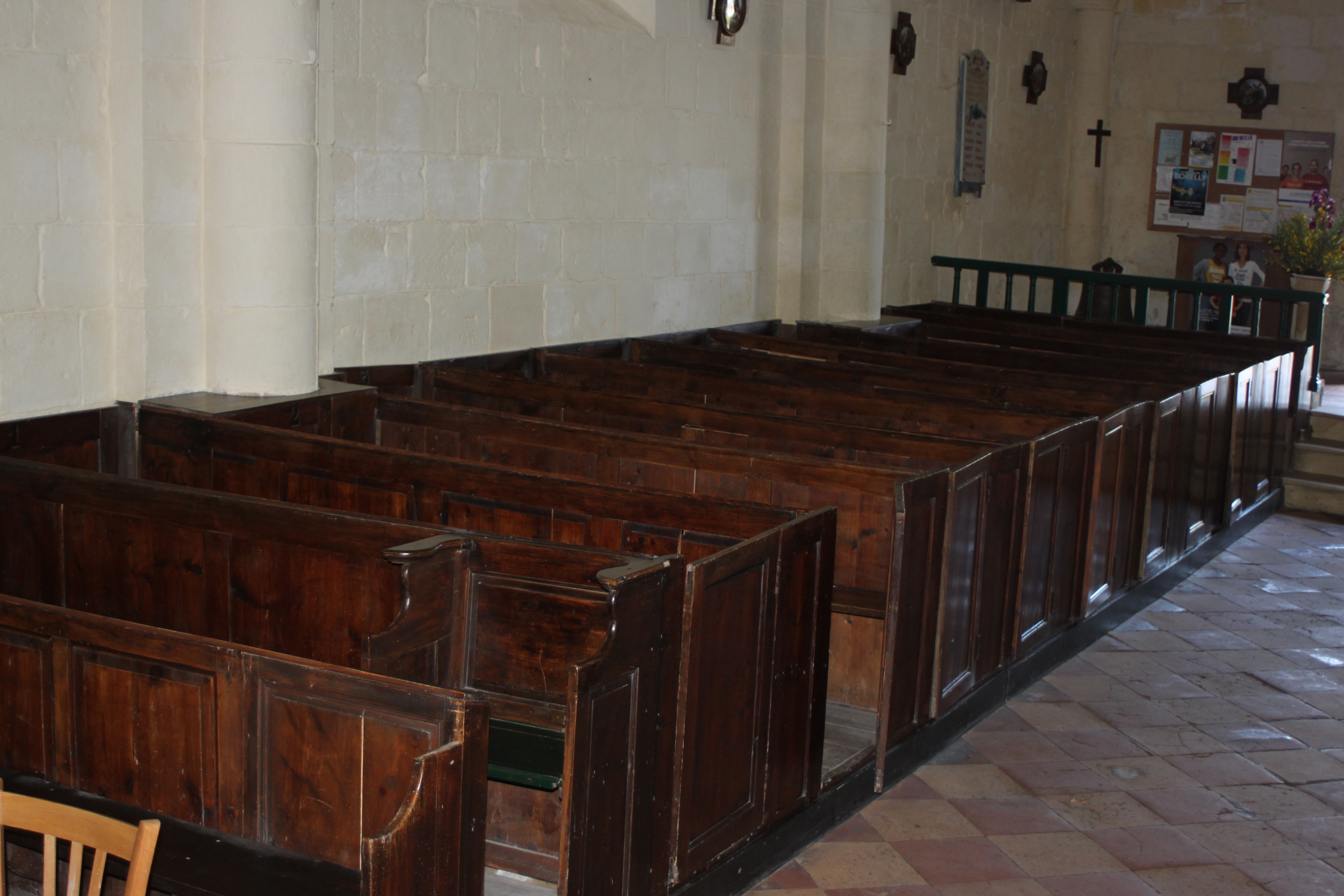
Les bancs.
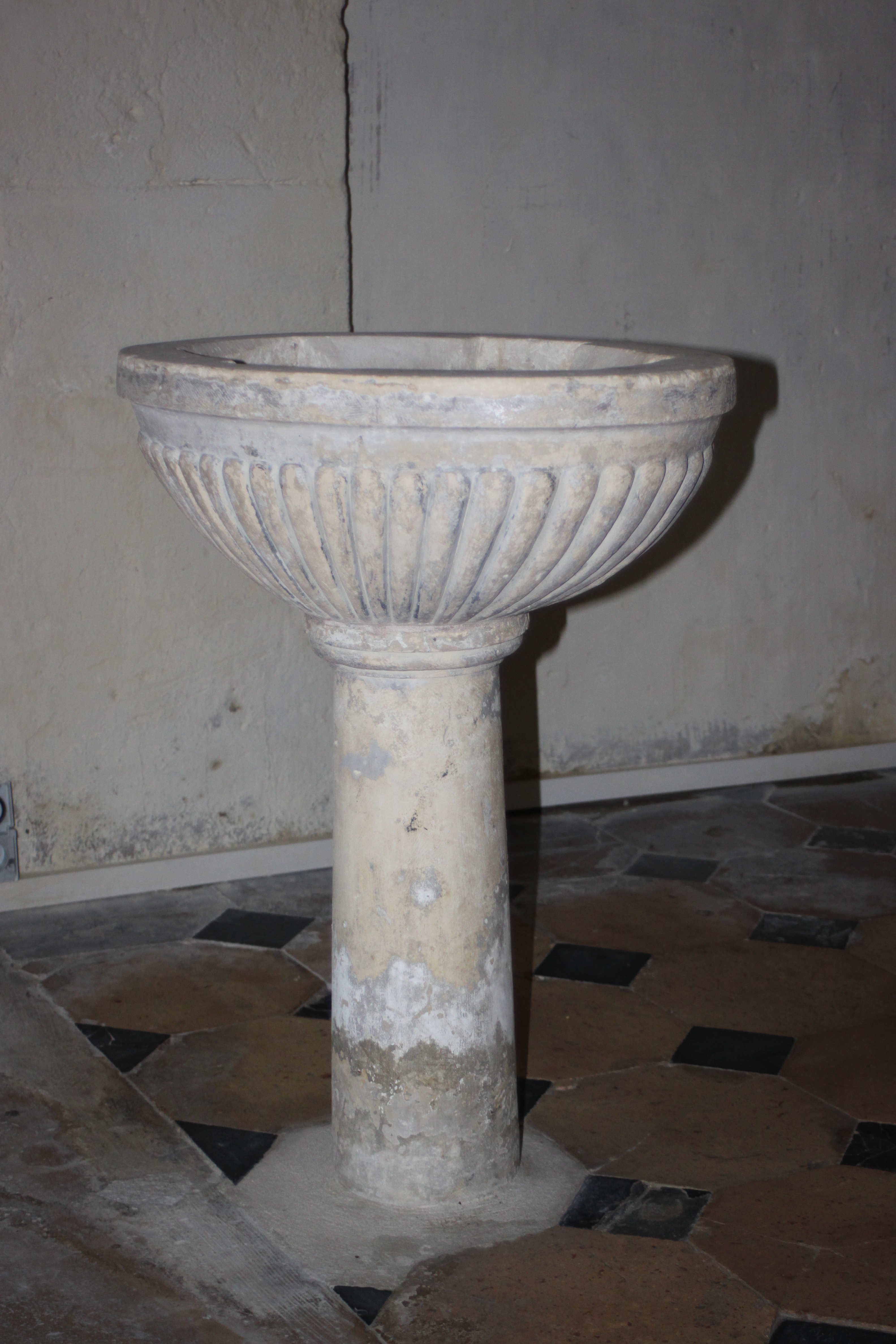
Fonts baptismaux.
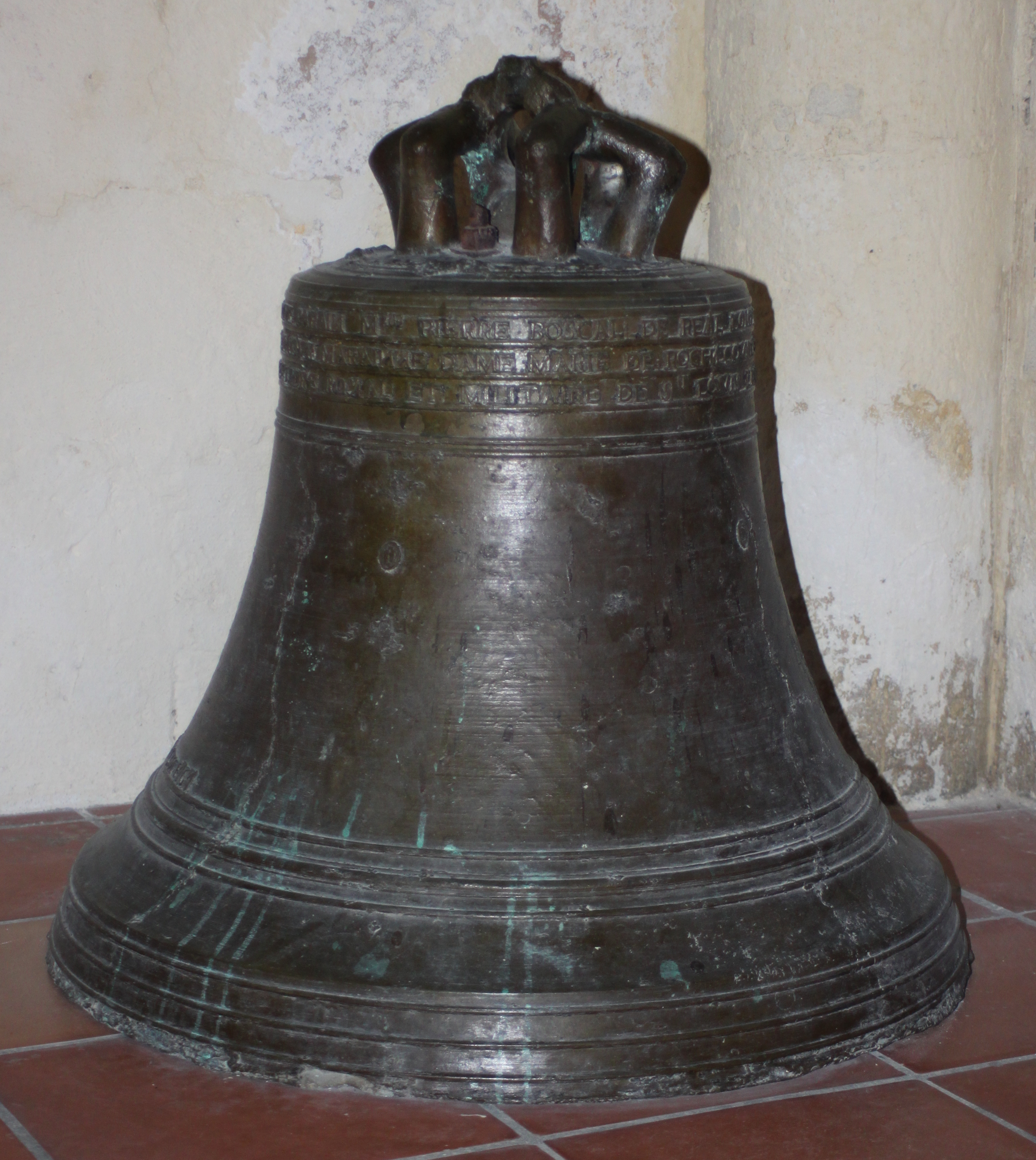
Ancienne cloche ("Jean Boutinet M A Fait L An 1761").